# Emma Boos-Jegher

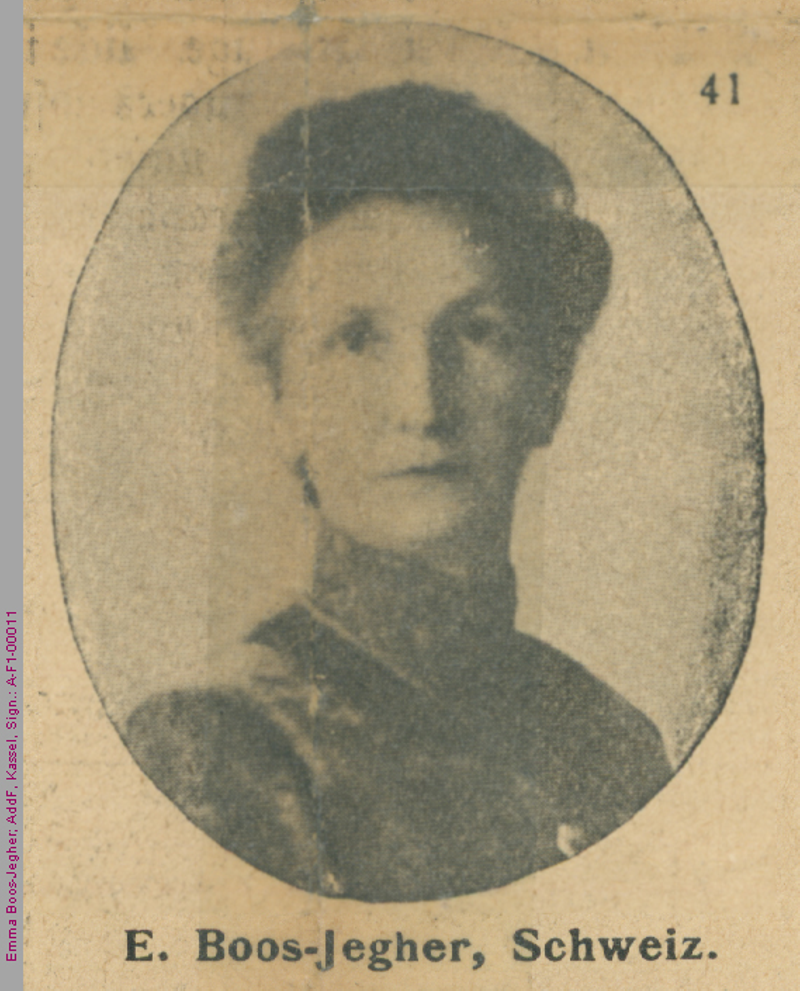
Emma Boos-Jegher (ca. 1900)

Emma Boos-Jegher (geboren am 26. Februar 1857 in Triest; gestorben am 21. Dezember 1932 in Zürich) war eine Schweizer Frauenrechtlerin.

## Leben
Emma Jegher war Tochter des Triester kaufmännischen Angestellten Gaudenz Jegher und dessen Frau Adèle, geborene Geislinger. Sie wurde Fremdsprachenlehrerin und unterrichtete an einer Mädchenschule in Zürich.
1885 heiratete sie Eduard Boos (1855–1928), mit welchem sie ab 1886 in Zürich die «Kunst- und Frauenarbeitsschule Neumünster» leitete und mit dem sie in ihrem sozialpolitischen Wirken eng zusammenarbeitete; gemeinsam hatten sie vier Kinder.
Ab den 1880er Jahren war Boos-Jegher in der Frauenbildung tätig und engagierte sich für Abstinenz und Abschaffung der Prostitution. 1885 war sie Mitbegründerin des Schweizer Frauen-Verbandes (SFV) und wurde dort Vizepräsidentin. 1887 war sie Mitbegründerin des «Zürcher Frauenbundes zur Hebung der Sittlichkeit». Aus dem SFV trat sie 1888 gemeinsam mit ihren Mitstreiterinnen Emma Coradi-Stahl und Rosina Gschwind-Hofer im Streit aus; sie gründeten stattdessen den neuen Schweizerischen Gemeinnützigen Frauenverein (SGF). Auch dort wirkte sie im Vorstand mit, ihr Anliegen der Frauenbildung kam dort jedoch zu kurz, weshalb sie sich neuen Projekten zuwandte.
1893 gründete sie den «Zürcher Verein Frauenbildungs-Reform», dessen Präsidentin sie war. Sie wirkte beim ersten Kongress für Fraueninteressen in Genf 1896 mit. Ebenfalls 1896 fusionierte ihr Verein mit dem Rechtsschutzverein der Juristin Emilie Kempin-Spyri. Der neue Verein, die «Union für Frauenbestrebungen Zürich» (später auch: «Zürcher Frauenstimmrechtsverein»), kämpfte für die Gleichstellung der Frau zuerst im beruflichen, dann auch im rechtlichen und politischen Sinne. Boos-Jegher war von 1896 bis 1903 sowie von 1912 bis 1914 die Präsidentin der «Union für Frauenbestrebungen» (1903 bis 1911 hatte das Amt ihre Mitstreiterin Klara Honegger inne). Sie prägte das politische Programm des Vereins und galt in dieser Zeit als Wortführerin der progressiven Feministinnen in Zürich, auch weil sie eine nationale Koordination der Schweizer Frauenbewegung anstrebte.
Dies wurde ab 1899 verwirklicht: Boos-Jegher war Mitbegründerin des «Bundes Schweizerischer Frauenvereine» (BSF). Ihre Union für Frauenbestrebungen organisierte zudem Vorträge und Dienstleistungen für Frauen und erreichte 1898 die Zulassung von Frauen als Anwälte im Kanton Zürich. Auch mehrere Gesetzeseingaben wurden verfasst. Ab 1903 schrieb Boos für die Vereinszeitschrift Frauenbestrebungen. Für den BSF war sie prominent tätig, etwa auf Tagungen des Frauenweltbundes. 1912 bis 1916 war sie Vizepräsidentin des BSF. 1923 wurde sie zum Ehrenmitglied auf Lebenszeit ernannt.
Boos-Jegher begann im Jahr 1914 mit dem Rückzug aus den Leitungsgremien der Frauenbewegung. 1928 starb ihr Mann, und sie zog sich bis zu ihrem Tod vollständig aus der Öffentlichkeit zurück.